# Fonds régional d'art contemporain du Centre-Val de Loire
Le Frac Centre-Val de Loire (Fonds régional d'art contemporain de la région Centre-Val de Loire) est une collection publique d'art contemporain dont l'espace d'exposition est situé à Orléans. En 2013, il déménage sur un ancien site des subsistances militaires.

## Le Frac Centre-Val de Loire en quelques dates
Depuis 1982, chaque région de France est dotée d’un Fonds Régional d'Art Contemporain dans le cadre d’un partenariat avec le ministère de la Culture et de la Communication. Les missions d’un Frac sont la constitution d’une collection d’art contemporain en mettant l’accent sur la création actuelle, et sa diffusion en région, en France et à l'étranger.
En 1991, le Frac Centre-Val de Loire oriente sa collection sur le rapport entre art et architecture. Le Frac Centre-Val de Loire se tourne alors vers l’acquisition de projets d’architecture expérimentaux et prospectifs des années 1950 à aujourd’hui. Cette collection comprend aujourd’hui quelque 430 œuvres d'architectes et artistes, 950 maquettes d’architecture et 17 000 dessins, dont de nombreux fonds d’architectes.
En 1997, Marie-Ange Brayer est nommée à la direction. En 1999, elle organise la première édition d’ArchiLab, Rencontres Internationales d’Architecture d’Orléans, sur le site orléanais des subsistances militaires. L'événement devient rapidement une référence incontournable en matière de prospective architecturale. En 2003, à l'occasion des « 20 ans des Frac », ArchiLab présente les collections du Frac Centre-Val de Loire sur le même site ainsi que dans plusieurs autres lieux culturels de la ville. 
En 2013, le Frac Centre-Val de Loire s'installe complètement sur le site des subsistances militaires, accompagné de la construction du bâtiment Turbulences, un bâtiment conçu par le duo d'architectes Jakob + Macfarlane .
Marie-Ange Brayer quitte ses fonctions de directrice du Frac en 2014 pour rejoindre l'équipe du Centre Pompidou.
En 2015, Abdelkader Damani est nommé à la direction. 
En 2021, Abdelkader Damani est reconduit pour un second mandat de 3 ans. En 2023, il est licencié.

## Biennale d'Art et d'architecture
Depuis 2017, le Frac Centre-Val de Loire organise la Biennale d'Architecture d'Orléans :
- 2017-2018 – Biennale d'Architecture d'Orléans #1 : Marcher dans le rêve d'un autre[3] - 71 architectes et artistes sont exposés, dont Patrick Bouchain (invité d'honneur) et Guy Rottier (hommage) dans 8 lieux d'exposition à Orléans et 4 en région Centre-Val de Loire.
- 2019-2020 – Biennale d'Architecture d'Orléans #2 : Nos années de solitude[4] - Une collection (MAXXI, Rome) et 65 architectes et artistes sont invités, dont Arquitetura Nova (invités d'honneur), dans 14 lieux d'exposition.
- 2022-2023 – Biennale d'Architecture de Vierzon #3 : Infinie liberté, un monde pour une démocratie féministe

## La collection
Le Frac Centre-Val de Loire acquiert des œuvres d’artistes en lien avec l’architecture, et des projets d’architectes à travers maquettes, dessins, etc., autour de la dimension expérimentale prônée depuis les années 1950 à nos jours. La collection représente quelque 430 architectes et artistes. À ce titre, elle constitue un patrimoine unique sur l'architecture expérimentale en lien avec la création artistique et permet d'imaginer le monde de demain à l'aune de celui des commencements.
La collection s’organise autour de cinq axes forts : l’architecture radicale, mouvement d’avant-garde des années 1960-70 qui vise à libérer l’architecture de l’impératif de la construction pour la penser comme une discipline réécrivant le récit du monde ; la synthèse des arts (l’art, l’architecture, le design, l’urbanisme) ; la métamorphose des processus de conception à l’heure des technologies numériques ; le dessin de nouveaux paysages mondiaux au-delà des frontières européennes (nommées les migrations disciplinaires) et la question fondamentale de l’invisibilisation historique des artistes et architectes femmes.
La collection du Frac Centre-Val de Loire est présente en région Centre-Val de Loire, en France et à l’étranger au travers de nombreux prêts d'œuvres. Depuis 1995, plusieurs expositions lui ont été entièrement consacrées, parmi lesquelles ArchiLab, la Collection Frac Centre au Mori Art Museum de Tokyo, Future City à la Barbican Art Gallery à Londres ou encore au Fine Arts Museum de Taipei en 2008.
La collection du Frac Centre‑Val de Loire est la troisième collection d’art et d’architecture au monde, après celles du Centre Pompidou (Paris) et du Museum of Modern Art (New York).

### La collection Art et Architecture

#### A
- 2A+P/A
- Raimund Abraham
- Vito Acconci & Robert Mangurian
- ACTAR Arquitectura
- Saâdane Afif
- Andrault & Parat
- Paul Andreu
- Ant Farm
- Amid9Ceroe
- Aristide Antonas
- Archi-Tectonics (Winka Dubbeldam)
- Architecture Principe (Claude Parent, Paul Virilio)
- Archizoom Associati
- Asymptote
- Atelier Hitoshi Abe
- Atelier Seraji
- Kader Attia
- Autard Georges
- Avignon-Clouet

#### B
- Shigeru Ban
- Gabriele Basilico
- Bernd & Hilla Becher
- Berdaguer & Péjus (Christophe Berdaguer, Marie Péjus)
- Louidgi Beltrame
- Biothing (Alisa Andrasek)
- Pierre Bismuth
- André Bloc
- Black Square
- Marinus Boezem
- Frédéric Borel
- Patrick Bouchain
- Francisco Javier Seguí de la Riva & Ana Buenaventura
- Andrea Branzi
- Alexander Brodsky
- Bodo Buhl
- Betty Bui
- Daniel Buren

#### C
- Bernard Calet
- Davide Cascio
- James Casebere
- Cavart
- Laurent Chambert
- Chanéac
- Nidhal Chamekh
- CJ Lim Studio 8 Architects
- CLOUD 9 (Enric Ruiz-Geli)
- Nigel Coates
- Branson Coates
- Delphine Coindet
- Robin Collyer
- Jordi Colomer
- Constant
- Peter Cook (Archigram)
- Coop Himmelb(l)au

#### D
- François Dallegret
- Alec de Busschère
- Guy Debord
- Olivier Debré
- dECOi (Mark Goulthorpe)
- Neil Denari (en)
- Diller + Scofidio
- DOGMA
- Evan Douglis
- Peter Downsbrough
- DR_D (Dagmar Richter)
- Odette Ducarre
- Du Besset - Lyon
- dZ0 Architecture

#### E
- Ecologic Studio
- Peter Eisenman
- Electronic Shadow
- Emergent Design (Tom Wiscombe)
- David Georges Emmerich
- Shuhei Endo
- Frida Escobedo
- EZCT Architecture & Design Research

#### F
- Didier Fiuza Faustino
- Edouard François, Duncan Lewis et associés
- Gian Piero Frassinelli
- Yona Friedman
- Aurélien Froment
- Hiromi Fujii

#### G
- Renée Gailhoustet
- Dora Garcia
- Ludger Gerdes
- Vittorio Giorgini (it)
- Mathias Goeritz
- Rodney Graham
- Dan Graham
- Gramazio & Köhler
- Michael Graves
- David Greene (Archigram)
- James Guitet
- Günter Günschel
- Andreas Gursky

#### H
- Zaha Hadid
- Bernhard Hafner
- Itsuko Hasegawa
- Haus-Rucker-Co
- Michael Hansmeyer (en)
- Pascal Häusermann
- Hans Hollein
- Martin Honert (en)
- Eilfried Huth (de)
- Eilfried Huth & Günther Domenig
- Axel Hütte

#### I
- IaN+
- Saba Innab
- Masahiro Ikeda & Kei’ichie Irie
- Robert Irwin
- Toyo Ito

#### J
- Rémi Jacquier
- Jakob+MacFarlane
- Jones, Partners : Architecture (Wes Jones (en))

#### K
- Marin Kasimir
- Tadashi Kawamata
- Jan Kempenaers
- xel Kilian
- Bernard Khoury
- John Knight
- Ai Kitahara
- Mathias Klotz (en)
- KOL/MAC (Sulan Kolatan & William Mac Donald)]
- Lucia Koch
- Aglaia Konrad
- Tom Kovac
- Manthey Kula
- Kengo Kuma
- Duzan Kuzma
- Hayoun Kwon

#### L
- Ugo La Pietra
- Labdora (Peter Macapia)
- Cédric Libert
- Bertrand Lamarche
- Langlands & Bell (en)
- Patrick Lanneau
- Frantisek Lesák
- Daniel Libeskind
- Jean-Louis Lotiron & Pernette Perriand-Barsac
- Antti Lovag

#### M
- Didier Marcel
- Marino Di Teana
- Maria Mallo
- MAIOI
- Materialecology (Neri Oxman)
- Gordon Matta-Clark
- Vincent Mauger
- Mathieu Mercier
- Dominic Michaelis
- Minimaforms (Theo Spyropoulos) et Krzysztof Wodiczko
- Enric Miralles
- Liliana Moro
- Morphosis (Thom Mayne)
- Charlotte Moth
- Eric Owen Moss (en)
- Leonel Moura
- Jacques Moussafir

#### N
- Naga Studio Architecture (Tarek Naga)
- Stéphanie Nava
- New-Territories
- Taeg Nishimoto
- Ryūe Nishizawa
- Marcos Novak (pt)
- NOX (Lars Spuybroek)

#### O
- OBRA
- Objectile (Bernard Cache, Patrick Beaucé)
- OCEAN Design Research Association (en)
- OCEAN UK
- ODBC (Odile Decq, Benoît Cornette)
- Emeka Ogboh
- OMA (Rem Koolhaas)
- Oosterhuis Lénárd (Kas Oosterhuis (en))
- ONYX
- OpenSource Architecture (OSA)
- Driss Ouadahi

#### P
- Miguel Palma
- Claude Parent
- PAUHOF
- Hector Parra
- PCA (Philippe Chiambaretta)
- Ana Penelba
- Dominique Perrault
- Gianni Pettena
- Walter Pichler
- Martin Pinchis
- Klaus Pinter
- Ricardo Porro
- Hermann Pitz
- Ricardo Porro & Renaud de la Noue
- Bas Princen

#### Q
- Arthur Quarmby

#### R
- R&Sie(n) (François Roche, Stéphanie Lavaux)
- Franco Raggi
- Philippe Rahm
- Thomas Raynaud
- Hugues Reip
- Jean Renaudie
- Aldo Loris Rossi
- Aldo Rossi
- Guy Rottier
- Bernhard Rüdiger
- Allen Ruppersberg

#### S
- Michele Saee
- SANAA / Kazuyo Sejima + Ryue Nishizawa
- Ionel Schein
- Eckhard Schulze-Fielitz (de)
- Nicolas Schöffer
- Massinissa Selmani
- Kazuyo Sejima
- Allan Sekula
- Olivier Seguin
- Servo
- Beniamino Servino
- Charles Simonds
- SITE (James Wines)
- Smith-Miller + Hawkinson
- Kristina Solomoukha
- Damien Sorrentino
- Ettore Sottsass
- Alina Slesinska
- Stéphane Steiner
- Graham Stevens
- Antoine Stinco (A.J.S. Aérolande)
- Superstudio
- Pierre Székely

#### T
- Takk
- Tezuka Architects
- The Next' ENTERprise - architects
- TheVeryMany (Marc Fornes)
- Koen Theys
- Bernard Tschumi
- James Turrell & Studio Works

#### U
- UFO (Lapo Binazzi)
- Sylvie Ungauer
- UNStudio (Ben van Berkel, Caroline Bos)

#### V
- Xavier Veilhan
- Madelon Vriesendorp (en)

#### W
- Makoto Sei Watanabe

#### X
- Xefirotarch (Hernan Diaz Alonso)

#### Y
- Hideyuki Yamashita
- Shoei Yoh

#### Z
- Zünd-Up
- Peter Zellner
- Jean-François Zevaco